# Садовский (фамилия)
Садовский — славянская фамилия. Первое письменное упоминание фамилии относится к 1381 году. Фамилия входит в «Список пястовской шляхты», то есть польских шляхетских родов, которые перед вступлением на трон в 1386 году династии Ягеллонов имели свои фамилии. Первоначально в XIV веке в Польше и в XV веке в Великом княжестве Литовском означала, что носитель фамилии является шляхтичем — владельцем имения Сады. В Чехии носитель фамилии был владельцем имения Садова в Градецком крае. Садовские принадлежали к нескольким родовым гербам — Наленч, Любич, Янина и некоторым другим. После раздела Речи Посполитой, во время разбора шляхты, многие Садовские не смогли доказать дворянское происхождение и были переведены в сословие крестьян и мещан.
В начале 90-х годов XX века в Польше фамилию носило 34924 человек и она занимала 56 место по количеству носителей.. В 2007 году в Белоруссии было 9500 человек с этой фамилией и она занимала 95 место в стране, в том числе 86 в Минске, и 100 место в Гродненской области (ст. Белорусские фамилии Таблица.).

## Заимствование фамилии Садовский
Многие представители духовенства, еврейского населения, имевшего привелеи в Речи Посполитой и в большом количестве проживавшие на его территории, а также артисты театра и кино заимствовали фамилию Садовский. Наиболее известные заимствования:
- Пров Михайлович Садовский (настоящая фамилия — Ермилов) родился в 1818 в г. Ливны. Фамилию Садовский принял в 14 лет. Артист Малого театра. Родоначальник театральной семьи.
- Архимандрит Андрей (Садовский). Алексей Алексеевич Садовский (архимандрит Андрей) родился в 1821 году в селе Мадаево Лукояновского уезда Нижегородской губернии в семье священника Алексея Васильева (ныне село Мадаево расположено в Починковском районе Нижегородской области).[7]
- Никола́й Ка́рпович Садо́вский (настоящая фамилия — Тобиле́вич) родился 1 декабря 1856 в с. Каменно-Костоватое (ныне Братский район Николаевской области). Украинский актёр и режиссёр.[8]

## Фамилия Садовский в литературе
- Потоп (роман) — Садовский, полковник шведской армии, чех, лютеранин.

## Фамилия Садовский в кинематографе
- Заключённые — Садовский Юрий Николаевич, инженер-гидротехник, осуждённый за вредительство.
- Гостья из будущего — Садовский Коля, ученик 6-го «В» класса.
- Возвращение Мухтара — Садовский Иннокентий Степанович, старший лейтенант/майор, эксперт-криминалист.
- След. Кубышка — Садовский Венидикт Романович, банкир.
- Ложный огонь (фильм, 1996) — Маргарет Садовски («Легс»).
- Склифосовский (телесериал) Сезон 9. 2-я серия — Садовская, пациентка.